# Peperomia inaequalifolia
Peperomia inaequalifolia är en pepparväxtart som beskrevs av Ruiz & Pav.. Peperomia inaequalifolia ingår i släktet peperomior, och familjen pepparväxter. Utöver nominatformen finns också underarten P. i. galioides.